# 7492 Kačenka
(7492) Kačenka, denumire internațională (7492) Kacenka, este un asteroid din centura principală de asteroizi.

## Descriere
7492 Kačenka este un asteroid din centura principală de asteroizi. A fost descoperit pe 21 octombrie 1995 la Observatorul din Ondřejov de Petr Pravec. Asteroidul prezintă o orbită caracterizată de o semiaxă mare de 2,40 ua, o excentricitate de 0,21 și o înclinație de 1,8° în raport cu ecliptica.